# Drepanosticta dulitensis
Drepanosticta dulitensis là loài chuồn chuồn trong họ Platystictidae. Loài này được Kimmins mô tả khoa học đầu tiên năm 1936.